# 트라파니 칼초
트라파니 칼초(Trapani Calcio)는 이탈리아의 트라파니를 연고로 한 프로 축구팀으로 1905년에 창단되었다.
2020년 10월 5일, 급료 미지급 등 구단의 채무 불이행으로 세리에 C에서 퇴출되었다.

## 선수 명단

### 현역
참고: FIFA 자격 규정에 따라 소속된 국가대표팀 국기를 표시합니다. 선수는 복수의 FIFA 비회원국 국적을 가지고 있을 수 있습니다.
| 번호 | 포지션 | 국적 | 이름          |
| ---- | ------ | ---- | ------------- |
| 11   | FW     |      | 아벨 스텐스루 |

| 번호 | 포지션 | 국적 | 이름          |
| ---- | ------ | ---- | ------------- |
| 98   | FW     |      | 이스턴 온가로 |